# Winky
Winky is een personage in de serie boeken rond Harry Potter van de Engelse schrijfster Joanne Rowling. Winky is een vrouwelijke huis-elf en werkte bij Barto Krenck Sr.

## Personage
Winky heeft een grote neus, draagt een theedoek als kleding en heeft hoogtevrees. Ze neemt haar taak zeer serieus en vindt dat huis-elfen geen plezier horen te hebben. Winky verwijt Dobby dan ook vaak dat hij een slechte huis-elf zou zijn omdat hij gebroken heeft met zijn meesters, de Malfidussen.
Als tijdens het WK Zwerkbal het Duistere Teken verschijnt, wordt Winky ervan verdacht het teken te hebben opgeroepen, omdat ze met de toverstok in haar hand gevonden wordt waar het teken mee is opgeroepen. Daardoor krijgt ze kleren en wordt ze dus ontslagen als huis-elf.
Hier is ze helemaal kapot van. Ze wordt gevonden door Dobby, een andere vrije huis-elf, die wel van zijn vrijheid geniet en samen solliciteren ze op Zweinstein. Dobby neemt haar onder zijn hoede. Winky verzorgt zichzelf slecht en drinkt meer boterbier dan goed voor haar is.